# Francesco Coniglio
Francesco Coniglio (Catania, 21 settembre 1916 – Catania, 24 settembre 1993) è stato un politico italiano, ex presidente della Regione Siciliana.

## Biografia
Laureato in giurisprudenza, imprenditore agricolo. Già componente del Consiglio Generale e del Comitato di amministrazione della Cassa Centrale di Risparmio V.E. Già Vice Presidente dell'Istituto Immobiliare di Catania. Componente dell'Istituto di Amministrazione S.Berillio. Presidente del Comitato di Coordinamento Interassessoriale.
Eletto nel 1955 deputato all'Assemblea regionale siciliana nel collegio di Catania, per la Democrazia Cristiana.. Rieletto nel 1959 è assessore ai Lavori pubblici, poi all'Amministrazione civile e in seguito agli Enti locali. Confermato nel 1963, nel 1964 diviene presidente della Regione e guiderà tre governi, fino al 1967. Primo degli eletti a Catania nelle successive elezioni del 1967. Nel 1971 non si ricandida e diviene presidente dell'ESPI.